# バージニアン
『バージニアン』（原題：The Virginian、最終シリーズのみ The Men from Shiloh）は、NBC製作の西部劇ドラマ。主演：ジェームス・ドルーリー、ダグ・マクルーア。
西部劇では初の90分番組であり、そして初めて第1話からカラーで放送された番組である。アメリカ合衆国では1962年から1971年まで249話が放送された。アメリカの西部劇ドラマとしては、20シーズン、635話が放送された『ガンスモーク』、14シーズン続いた『ボナンザ』に続いて第3位の長寿番組である。
日本では、1964年にNETテレビ（現・テレビ朝日）とその系列局で放送された。

## 概要
原作はオーウェン・ウィスターの小説である。ジェームス・ドルーリー扮する主人公はリーダー格のカウボーイであり、通称バージニアン。本名は、放送中一度も明かされなかった。舞台はワイオミング州のメディシンボウにあるシャイロー牧場である。シャイローという名前は、1862年、南北戦争のさなかにテネシー州で起きたシャイローの戦いに由来している。他の主要人物としては、牧場主であるガース判事、その娘ベッツィー、そして実直なカウボーイのトランパスにスティーブ・ヒル。番組が進むにつれ、トランパスは登場人物の中で最もよく知られた存在となり、最終シーズンまで登場することになる。これにより、トランパスを演じたダグ・マクルーアも広く知られるようになる。
2シーズン目で新たに登場したランディ・ベントンは、ギターを弾き、牧場主ガースの娘ベッツィーとデュエットでフォークやカントリーを歌う若手カウボーイである。この2人の歌が、1965年にデッカ・レコードより発売された。このドラマのテーマソング「ロンサム・ツリー」はパーシー・フェイスが書いたもので、バラエティショーの音楽ディレクターを務めたスタンリー・ウィルソンが指揮をしている。その後、保安官のエメット・ライカー、そして4シーズン目では、牧場を去ったベッツィーに代わって、ガースの姪のジェニファー・サマーズが登場する。
牧場主も交代した。ガース判事の次には、短期間ながらモーガン・スターが牧場主となり、この人物が去った後、次に牧場主となったのはジョン・グレンジャーで、ジョンが亡くなった後は兄弟のクレイが後を継ぎ、グレンジャーの孫のエリザベスとステイシーも新たに加わる。また、クレイの妻ホリーも登場し、新しいカウボーイたちも加わった。
最終シーズンには、カウボーイのロイ・テイトが登場した。このシーズン、牧場はマッケンジー大佐のものとなり、番組タイトルもThe Men from Shilohに改められて、雰囲気も一新された。オープニングテーマはエンニオ・モリコーネが担当し、サブタイトルも当時はやりのマカロニ・ウェスタン風なものとなった。カウボーイたちの帽子もつばが広く、トップが高いものとなり、男性の登場人物は服にビーズをつけ、口ひげをはやすようになり、服装はより洒落た、工夫を凝らしたものとなった。こういった変化により、プライムタイムの視聴率はシーズン8でシーズン中初のベスト30位圏外まで落ちたのが、18位の圏内に返り咲いた。最終回は1971年3月24日に放送された。
ハリソン・フォードやロバート・レッドフォードもゲスト出演したことがある。また、1972年公開の映画『大砂塵の男』は、このシリーズのうちの2話を編集したものと言われる。

## キャスト
() 内は出演シーズン。すべてのシリーズに出演したのは、ジェームス・ドルーリーとダグ・マクルーアのみである。
- バージニアン：ジェームス・ドルーリー (1-9) (声:城達也)
- トランパス：ダグ・マクルーア (1-9) (声:田中信夫)
- ガース判事：リー・J・コッブ (1-4) (声:富田耕生)
- スティーブ・ヒル：ゲイリー・クラーク (1-3)
- ベッツィー：ロバータ・ショア (1-4)
- モリー・ウッド：ピッパ・スコット (1) (声:北村昌子)
- アボット保安官：ロス・エリオット (1-3, 5-9)
- ダニー：フランク・サリー (1-5)
- スポルディング医師：ジョン・ブライアント (2-6)
- ランディ・ベントン：ランディ・ブーン (2-4)
- ハーパー：ハーパー・フラハーティ (2-8)
- アンディ・ベルデン：L・Q・ジョーンズ (2-6, 9)
- ライカー保安官助手：クルー・ギャラガー (3-6)
- ジェニファー：ダイアン・ローター (4)
- モーガン・スター：ジョン・デナー (4)
- ブラナン保安官：ハーラン・ウォード (4)
- ジョン・グレンジャー：チャールズ・ビックフォード (5-6)
- ステイシー・グレンジャー：ドン・クイン (5-6)
- エリザベス・グレンジャー：サラ・レイン (5-8)
- クレイ・グレンジャー：ジョン・マッキンタイア (6-8)
- ホリー・グレンジャー：ジャネット・ノーラン (6-8)
- デイブ・サットン：デビッド・ハートマン (7)
- ジム・ホーン：ティム・マシスン (8)
- マッケンジー大佐：スチュワート・グレンジャー (9)
- ロイ・テイト：リー・メジャース (9)

## DVD
番組終了時から、主演のジェームス・ドルーリーはこのドラマの保存に努め、西部劇をテーマとした各種イベント・ニュース番組・特集番組に出演してPR活動を続けた。現在、アメリカの Timeless Media Group、イギリスの Acorn Media UK、そしてドイツのユーロ・ビデオ・オブ・ジャーマニーから、番組のDVDが発売または発売予定である。